# Deuxième circonscription de Nouvelle-Calédonie (1978-1986)
Pour les articles homonymes, voir Circonscription de Nouvelle-Calédonie.
La deuxième circonscription de Nouvelle-Calédonie, ou circonscription Ouest, a été créée en 1977 par division en deux de l'ancienne circonscription unique de ce Territoire d'outre-mer (TOM) français. Elle n'a élu qu'un seul député entre 1978 et 1986, avec des réélections en 1981 et 1982 : Jacques Lafleur (qui va rester député par la suite jusqu'en 2007), membre du groupe Rassemblement pour la République (RPR), président localement du Rassemblement pour la Calédonie dans la République (RPCR). Elle disparaît en 1986, avec l'instauration du scrutin proportionnel pour deux sièges à pourvoir dans une nouvelle circonscription unique. Elle ne doit pas être confondue avec l'actuelle 2e circonscription de Nouvelle-Calédonie, en place depuis 1988.

## Description géographique et démographique
L'évolution démographique de la Nouvelle-Calédonie (86 519 personnes recensées en 1963, puis 100 579 en 1969 et 133 233 en 1976), justifie la création d'un député supplémentaire. Le nouveau découpage tient compte de l'organisation électorale déjà ancienne en quatre circonscriptions (Sud, Ouest, Est et Îles Loyauté) pour la désignation de l'Assemblée territoriale, devenue des subdivisions administratives à partir de 1969. La deuxième circonscription comprend alors la côte Ouest de la Grande Terre (dont surtout le chef-lieu, Nouméa, et sa banlieue qui commence alors à s'étendre au Mont-Dore et à Dumbéa, mais aussi les autres communes de Païta, Bouloupari, Moindou, La Foa, Sarraméa, Farino, Bourail, Poya, Pouembout, Koné, Voh, Kaala-Gomen, Koumac, Ouégoa et Poum), ainsi que les îles Belep. Elle est majoritairement peuplée par des Européens d'origine.
La population néo-calédonienne au sein de cette circonscription évolue ainsi :
- 1976 : 95 168 habitants (dont 56 078 à Nouméa)
- 1983 : 105 619 habitants (dont 60 112 à Nouméa)

## Description politique
Cette circonscription est créée alors même que la question de l'indépendance de la Nouvelle-Calédonie devient le thème centrale de clivage de la classe politique néo-calédonienne. L'ancien parti politique dominant localement depuis 1953 mais en perte de vitesse depuis 1972, l'Union calédonienne (UC), à l'origine autonomiste, prend officiellement position pour l'accession à la pleine souveraineté de l'archipel à son congrès de Bourail en 1977, tandis que quelques mois auparavant, Jacques Lafleur décide de réunir les formations anti-indépendantistes au sein du Rassemblement pour la Calédonie (RPC) devenu en 1978 le Rassemblement pour la Calédonie dans la République (RPCR). Durant sa courte existence, la 2e circonscription devient le fief de Jacques Lafleur, élu au premier tour à trois reprises en 1978, 1981 et 1982. 

## Liste des députés
| Date d'élection | Identité        | Parti              | Qualité | Suppléants            |
| --------------- | --------------- | ------------------ | ------- | --------------------- |
| 1978            | Jacques Lafleur | RPC puis RPCR, RPR |         | René de Saint-Quentin |
| 1981            | Jacques Lafleur | RPCR, RPR          |         | Jean Lèques           |
| 1982            | Jacques Lafleur | RPCR, RPR          |         | Dick Ukeiwé           |

## Historique des élections

### Élection du 12 mars 1978
|                | Jacques Lafleur élu | RPCR          | 16 691 | 55,23  |  |  |  |
|                | François Burck      | UC            | 5 492  | 18,17  |  |  |  |
|                | Guy Mennesson       | PS            | 4 299  | 14,23  |  |  |  |
|                | Raymond Mura        | Divers droite | 1 890  | 6,25   |  |  |  |
|                | Gaston Bellouma     | LKS           | 1 354  | 4,48   |  |  |  |
|                | Guy Champmoreau     | Divers droite | 495    | 1,64   |  |  |  |
|                |                     |               |        |        |  |  |  |
| Inscrits       | Inscrits            | Inscrits      | 45 016 | 100,00 |  |  |  |
| Abstentions    |                     |               |        |        |  |  |  |
| Votants        |                     |               |        |        |  |  |  |
| Blancs et nuls |                     |               |        |        |  |  |  |
| Exprimés       | Exprimés            | Exprimés      | 30 221 |        |  |  |  |

### Élections législatives de 1981
|                | Jacques Lafleur sortant réélu | RPCR           | 16 289 | 54,34  |  |  |  |
|                | Stanley Camerlynck            | FNSC           | 5 549  | 18,51  |  |  |  |
|                | François Burck                | UC             | 4 486  | 14,96  |  |  |  |
|                | Max Chivot                    | PS             | 1 570  | 5,24   |  |  |  |
|                | René Orezzoli                 | Divers gauche  | 1 068  | 3,56   |  |  |  |
|                | Guy Champmoreau               | Divers droite  | 341    | 1,14   |  |  |  |
|                | Alain Fraise                  | MRG            | 314    | 1,05   |  |  |  |
|                | Lucien Frédéric Lyonnard      | Divers gauche  | 202    | 0,67   |  |  |  |
|                | Daniel Bailey                 | Divers gauche  | 158    | 0,53   |  |  |  |
|                |                               |                |        |        |  |  |  |
| Inscrits       | Inscrits                      | Inscrits       | 49 504 | 100,00 |  |  |  |
| Abstentions    | Abstentions                   | Abstentions    | 18 962 | 38,3   |  |  |  |
| Votants        | Votants                       | Votants        | 30 542 | 61,7   |  |  |  |
| Blancs et nuls | Blancs et nuls                | Blancs et nuls | 565    | 1,85   |  |  |  |
| Exprimés       | Exprimés                      | Exprimés       | 29 977 | 98,15  |  |  |  |

### Élection législative partielle de 1982
|                | Jacques Lafleur sortant réélu | RPR            | 23 345 | 91,42  |  |  |  |
|                | Michel Jacquet                | Divers         | 2 192  | 8,58   |  |  |  |
|                |                               |                |        |        |  |  |  |
| Inscrits       | Inscrits                      | Inscrits       | 50 587 | 100,00 |  |  |  |
| Abstentions    | Abstentions                   | Abstentions    | 23 524 | 46,5   |  |  |  |
| Votants        | Votants                       | Votants        | 27 063 | 53,5   |  |  |  |
| Blancs et nuls | Blancs et nuls                | Blancs et nuls | 1 526  | 5,64   |  |  |  |
| Exprimés       | Exprimés                      | Exprimés       | 25 537 | 94,36  |  |  |  |